# Нью-йоркская школа фотографии
Термин «нью-йоркская школа фотографии» применяется некоторыми исследователями для определения «с трудом выделяемой группы фотографов, живших и работавших в Нью-Йорке в 1930-х, 1940-х и 1950-х годах», которые формально не входили в какое-либо объединение, но при этом «разделяли ряд эстетических влияний и взглядов, а также определённых стилистических приемов».
К основным признакам фотографов нью-йоркской школы исследователи относят гуманизм, реалистичный стиль, приемы фотожурналистики, влияние на творчество фильмов нуар и стилистических приемов Льюиса Хайна, Уолкера Эванса и Анри Картье-Брессона. К нью-йоркской школе фотографии причисляются такие фотографы, как Диана Арбус, Ричард Аведон, Алексей Бродович, Тед Кронер, Брюс Дэвидсон, Дон Донахью, Льюис Фаурер, Роберт Франк, Сид Гроссман, Уильям Кляйн, Сол Лейтер, Леон Левинштейн, Хелен Левитт, Лизетта Модел, Дэвид Вестл, Уиджи. Исследователь американской фотографии Эван Склар подчеркивает, что «критики и кураторы все ещё спорят, кто и что представляет собой „нью-йоркскую школу фотографии“, создававшую глубокие фотографические образы в течение нескольких послевоенных десятилетий, основным предметом которой в сущности был сам город».